# Verzerrungsenergie
Die Verzerrungsenergie ist eine Form der potentiellen Energie und beschreibt den Energiebetrag in Materialien, der aufgebracht werden muss, um die Abweichungen von der idealen, energieärmsten Materialstruktur zu realisieren. Solche Verzerrungen werden durch Gitterfehler hervorgerufen, z. B. durch Leerstellen oder Einschlüsse/Ausscheidungen.

## Eigenschaften
In der Regel spricht man dabei von der elastischen Verzerrung, die den Grundsätzen des Hookeschen Gesetzes folgt. Die elastische Verzerrungsenergie spielt nur in Festkörpern eine Rolle und ist von besonderem Interesse in Kristallen.
Aufgrund der Richtungsabhängigkeit des Elastizitätsmodules eines Materials nimmt die Verzerrungsenergie evtl. ein Minimum an, wenn Gitterdefekte eine bestimmte Richtung im Kristall besitzen oder eine periodische Anordnung in bestimmter Richtung und Abstand aufzeigen.
Zur Berechnung der Verzerrungsenergie gibt es in der Materialwissenschaft drei verschiedene Modelle:
- die Greensche Funktion
- die Fourier-Integrale und
- die Eshelby-Theorie (nach John D. Eshelby).